# Karel Hynek Mácha
Karel Hynek Mácha (n. 16 noiembrie 1810 - d. 6 noiembrie 1836) a fost un scriitor ceh.
A aparținut romantismului, fiind influențat de Byron și Mickiewicz.
Astfel, în scrierile sale întâlnim atributele acestui curent literar: antiteza trecut - prezent, cultul istoriei și al strămoșilor, interes pentru fenomenul social, înclinarea pentru descrierile de natură, meditația romantică.

## Scrieri
- 1836: Máj ("Mai")
- 1834: Křivoklad
- 1834: Marinka'
- 1836: Cikáni ("Țiganii").